# Неєнь (комуна)
Неєнь, Неєні (рум. Năeni) — комуна у повіті Бузеу в Румунії. До складу комуни входять такі села (дані про населення за 2002 рік):
- Вирф (192 особи)
- Неєнь (656 осіб) — адміністративний центр комуни
- Прошка (309 осіб)
- Финтинеле (147 осіб)
- Фінцешть (743 особи)

Комуна розташована на відстані 79 км на північний схід від Бухареста, 26 км на захід від Бузеу, 125 км на захід від Галаца, 93 км на південний схід від Брашова.

## Населення
За даними перепису населення 2002 року у комуні проживали 2047 осіб.
Національний склад населення комуни:
| Національність | Кількість осіб | Відсоток |
| -------------- | -------------- | -------- |
| румуни         | 2024           | 98,9%    |
| цигани         | 22             | 1,1%     |
| угорці         | 1              | < 0,1%   |

Рідною мовою назвали:
| Мова      | Кількість осіб | Відсоток |
| --------- | -------------- | -------- |
| румунська | 2046           | > 99,9%  |
| угорська  | 1              | < 0,1%   |

Склад населення комуни за віросповіданням:
| Релігія       | Кількість осіб | Відсоток |
| ------------- | -------------- | -------- |
| православні   | 2045           | 99,9%    |
| римо-католики | 1              | < 0,1%   |
| реформати     | 1              | < 0,1%   |